# アルファ・ラバル
アルファ・ラバル（スウェーデン語: Alfa Laval AB）は、熱交換器、流体移送機器および遠心分離機の開発メーカー。スウェーデン・ルンドに本拠を置き、世界50カ国以上に販売拠点を持つ。グループ全体の従業員数は17,387人。ナスダック・ストックホルム上場企業（Nasdaq Nordic ALFA）。

## 沿革
1883年、技術者のグスタフ・ド・ラバル（Gustaf de Laval）は、オスカー・ラム（Oscar Lamm）と共にAB Separatorを設立し遠心分離機の製造を開始、1901年に同社は株式上場企業となり、第一次世界大戦後にはオーストラリアや南アフリカなど各国に進出、1938年に熱交換器の製造を開始した。1963年に現社名に変更、1971年にデンマークのLavrids Knudsens Maskinfabrikの株式を買収したことにより、流体移送機器分野にも進出した。
1991年にテトラパックにより買収されその子会社となったが、2000年にスウェーデンの投資会社Industri Kapitalがアルファ・ラバルの株式を取得、その後アルファ・ラバルは2002年に再び上場企業となった。2005年にフランスの熱交換器メーカーであるPackinox S.A.を、2007年にオランダの熱交換器メーカーであるHelpman B V.とフィンランドの熱交換器メーカーであるFincoilをそれぞれ買収した。
売上の内訳は、熱交換器が44％、遠心分離機が18％、流体制御機器が23％となっている。アメリカ合衆国や中国で高い売上を持つが、日本での売上は4番目の規模を有している。2000年以降、テトラパックを中心とする持株会社Tetra Laval B.V.が、アルファ・ラバルの株式の約3割を保有している。
舶用業界向けの製品・サービスにおいても100年以上の歴史を持ち、2000年代より海洋環境保護製品に注力している。アルファ・ラバルが開発したバラスト水処理装置は、化学薬品を使わないバラスト水処理装置として最初に市場化され、同社の主力製品の一つとなっている。

## 日本法人
日本法人「アルファ・ラバル株式会社」の前身は、1978年に設立されたアルファ・ラバル産業機械（株）を存続会社として、長瀬アルファ（株）、アルファ・ラバル エンジニアリング（株）、アルファ・ラバル・サービス（株）を統合。グループ全額出資のセールスカンパニーとして設立された。その後1992年には遠心分離機とプレート式熱交換器の国産製造を担っていたアルファ・ラバル・ケイ・エム・シー（株）を統合し、製販合体を完了した。現在は東京（港区）の本社を中心に７つの事業所を持ち、空調機器関連企業、エネルギー関連企業、飲料メーカー、医薬品メーカー、造船所・海運会社などを顧客として、製品の販売およびアフターサービスを行っている。